# Selbständige Evangelisch-Lutherische Kirche in Hessen
Die Selbständige evangelisch-lutherische Kirche in Hessen war eine 1877 von einigen Pfarrern und Gemeinden im damaligen Großherzogtum Hessen (Darmstadt) gegründete lutherische Kirche altkonfessioneller Prägung. Die Glieder dieser Freikirche lehnten die Einführung der seinerzeit beabsichtigten Verwaltungsunion in der Verfassung der unierten hessischen Landeskirche ab. Später schlossen sich auch einige Gemeinden in Kurhessen der neuen Kirche an.
Die bekanntesten Glieder der SelK waren die Mitglieder der Grafenhäuser Erbach-Fürstenau und Erbach-Erbach. Graf Alfred zu Erbach-Fürstenau trat damals gemeinsam mit seinem Hausgeistlichen Pfarrer Christian Müller aus der Union aus.
Die Selbständige evangelisch-lutherische Kirche in Hessen schloss sich 1945 mit anderen lutherischen Kirchen zur (Alten) Selbständigen Evangelisch-Lutherischen Kirche in Deutschland zusammen, die wiederum 1972 Teil der heutigen Selbständigen Evangelisch-Lutherischen Kirche (SELK) mit Sitz in Hannover wurde.